# Самостоятельное обследование молочной железы
Самостоятельное обследование молочной железы — скрининговый метод обследования, предназначенный для выявления ранних форм рака молочной железы. Метод заключается в том, что женщина самостоятельно осматривает и ощупывает каждую молочную железу, пытаясь выявить образование, отёк или иное нарушение структуры.
Самостоятельное обследование молочной железы ранее рекомендовалось в качестве метода нахождения ранних (более излечимых) форм рака молочной железы. Однако большие рандомизированные контролируемые исследования показали, что самостоятельное обследование неэффективно в снижении риска смерти, но повышает количество биопсий и операций. Всемирная организация здравоохранения и многие другие научные организации не рекомендуют использовать самообследование молочных желез.

## Ограничения метода
Согласно метаанализу, опубликованному в Cochrane Collaboration, два больших исследования, проведённых в России и Китае, не выявили положительного эффекта при самостоятельном обследовании молочных желез с целью ранней диагностики рака молочной железы. Результаты исследований указали на возможность повышенного риска в связи с увеличением количества биопсий молочной железы.
Исследование, проведённое в Китае, включало в себя более чем 260 000 рабочих. Женщины были рандомизированы на две группы, одна из которых была обучена выполнять ежемесячное самостоятельное обследование молочных желез, другая группа не получала соответствующего обучения. В результате количество смертей от рака молочной железы было одинаковым в обеих группах; в то же время в первой группе наблюдалось большее количество женщин, обнаруживших доброкачественные изменения в молочной железе и подвергнутых биопсии.
В связи с тем, что не было показано, что самостоятельное обследование молочной железы снижает смертность от рака молочной железы, это обследование больше не рекомендовано научными организациями. Оно, возможно, приемлемо для женщин с повышенным риском развития рака молочной железы (имеющим рак в противоположной молочной железе, обладающим наследственными факторами риска). Среди женщин с врождёнными факторами риска (носителями мутации BRCA) около 10 % утверждало, что проведение самостоятельного обследования молочной железы повышает нервозность; в то же время 50 % отмечало, что это обследование повышает их чувство контроля над ситуацией.
Самостоятельное обследование молочной железы повышает у женщин депрессию, беспокойство и нервозность в отношении развития рака молочной железы.

## Метод
Для самостоятельного метода обследования молочной железы применяются различные методы. Большинство из них заключаются в том, что женщина встаёт напротив зеркала, где она может полностью видеть верхнюю часть тела. Она осматривает себя и обращает внимание на изменения кожи, покрывающей молочную железу — отёк, покраснение, изменение структуры. 
Затем женщина ощупывает молочную железу подушечками пальцев, пытаясь нащупать образования либо болезненные области. Необходимо ощупать всю поверхность молочной железы, начиная с верхней наружной части, нередко начинающейся вблизи подмышечной области. Ощупывать рекомендуют стоя и лёжа.
В заключение женщина аккуратно сдавливает сосок, чтобы убедиться в отсутствии выделений.
Женщины в менопаузе могут использовать метод самостоятельного обследования в любое время; женщинам, которые менструируют рекомендуют выполнять самостоятельно обследование молочных желез в одну и ту же фазу цикла — обычно сразу после менструации в связи с нормальными циклическими изменениями структуры молочных желез.